# The Map That Changed the World
The Map That Changed the World (dt. unter dem Titel: Eine Karte verändert die Welt) ist ein Buch des britischen Autors Simon Winchester.
Darin wird die Geschichte von William Smith erzählt, einem kleinen Gutsbesitzer aus Oxfordshire, der einen Traum hatte: die Erstellung der ersten geologischen Karte von England und Wales und der damit zum Gründervater einer neuen Wissenschaft wurde. Doch dieses Unterfangen, das ihn in Konflikt mit den Kreationisten brachte, brachte ihm auch den finanziellen Ruin. 